# Horváth Győző (segédpüspök)
Horváth Győző (Csütörtök, 1867. december 21. – Kalocsa, 1944. december 19.) kalocsai segédpüspök.

## Pályafutása
1890. június 24-én szentelték pappá Kalocsán. Veprődön volt káplán, majd az érseki udvarban látott el 1892-től szertartói, 1893-tól jegyzői, 1897-től titkári, 1903-tól irodaigazgatói feladatokat. 1907-től a papnevelde igazgatója volt.

### Püspöki pályafutása
1912. március 26-án martyropolisi címzetes püspökké és kalocsai segédpüspökké nevezték ki. Április 14-én szentelte püspökké Csernoch János, Várady Lipót Árpád és Glattfelder Gyula segédletével.
1923-tól érseki helynök, 1930-tól a Felsőház tagja.